# سانتياغو فرنانديز
سانتياغو فرنانديز (بالإسبانية: Santiago Fernández) (و. 1985  م) هو لاعب اتحاد الرغبي، من الأرجنتين، ولد في بوينس آيرس، يلعب كرامي متوسط ‏.

## روابط خارجية
- سانتياغو فرنانديز عل موقع إسبنسكروم (الإنجليزية)
- سانتياغو فرنانديز على موقع ItsRugby.co.uk (الإنجليزية)